# Teknikvetenskapliga forskningsrådet
Teknikvetenskapliga forskningsrådet (TFR) var en tidigare svensk myndighet som existerade 1990 till 2000. TFR var ett forskningsråd som förmedlade finansiering till teknisk grundforskning vid svenska universitet och högskolor. TFR sorterade inledningsvis under Industridepartementet och överfördes 1993 till Utbildningsdepartementet.
I jämförelse med Tekniska forskningsrådet (också förkortat TFR) som existerade 1942 till 1968, och därefter ersattes av Styrelsen för teknisk utveckling (STU), hade Teknikvetenskapliga forskningsrådet en inriktning på mer grundläggande forskning.
Från 1 januari 2001 ersattes TFR och flera andra svenska forskningsråd av Vetenskapsrådet.